# Mylonchulus cavensis
Mylonchulus cavensis is een rondwormensoort uit de familie van de Mononchidae. De wetenschappelijke naam van de soort is voor het eerst geldig gepubliceerd in 1940 door W. Schneider.